# The Cloud Doctrine
The Cloud Doctrine je kompilační album amerického hudebníka Anguse MacLise, vydané v květnu 2003 u vydavatelství Sub Rosa. Album bylo nahráno na různých místech v období 1963–1976 a mimo samotného MacLisea se na něm podíleli například John Cale, Piero Heliczer, Tony Conrad spolu s manželkou Beverly Grant Conrad nebo i MacLiseova manželka Hetty MacLise. V období srpna 2001 až června 2002 bylo album digitálně remasterováno.

## Skladby
Skladba „The First Subtle Cabinet“ byla nahrána dne 14. listopadu 1963 v Conradově bytě na Ludlow Street. Vedle MacLise (cimbál) v ní účinkují ještě Piero Heliczer a Tony Conrad, kteří ovládají hned několik různých nástrojů. Skladba „Chumlum“ pochází z nahrávání, které se uskutečnilo ve dnech 9. až 10. listopadu 1963. Původně vznikla pro film Chumlum experimentálního režiséra Rona Rice a skladbu MacLise nahrál na cimbál a bubny. Podle Tonyho Conrada byly během noci nahrány čtyři verze této skladby. Celý soundtrack k filmu Chumlum vyšel v roce 1997 na albu Angus MacLise. Skladba „Electronic Mix for 'Expanded Cinema'“ byla nahrána v listopadu 1965. Její délka dosahuje téměř 28 minut. Skladby „Trance #1“, „Trance #2“, „Two Speed Trance“ a „Four Speed Trance“ byly nahrány v roce 1965 v sestavě MacLise (bicí, combál), Conrad (housle, kytara, klávesy) a Cale (viola, kytara, klávesy).

## Seznam skladeb
| Disk 1 | Disk 1                   | Disk 1 |
| Pořadí | Název                    | Délka  |
| ------ | ------------------------ | ------ |
| 1.     | Tunnel Music #1          | 2:51   |
| 2.     | Tunnel Music #2          | 4:48   |
| 3.     | Tunnel Music #3          | 3:05   |
| 4.     | The First Subtle Cabinet | 26:04  |
| 5.     | Description of a Mandala | 9:49   |
| 6.     | Thunder Cut              | 32:28  |

| Disk 2 | Disk 2                               | Disk 2 |
| Pořadí | Název                                | Délka  |
| ------ | ------------------------------------ | ------ |
| 7.     | Chumlum                              | 4:20   |
| 8.     | Trance #1                            | 4:20   |
| 9.     | Trance #2                            | 4:02   |
| 10.    | Two Speed Trance                     | 5:07   |
| 11.    | Four Speed Trance                    | 3:18   |
| 12.    | Shortwave Radio                      | 2:53   |
| 13.    | Electronic Mix for 'Expanded Cinema' | 27:49  |
| 14.    | Organ & Drum                         | 4:00   |
| 15.    | Universal Solar Calender             | 19:41  |
| 16.    | Tambura Drone + Sine Wave Generator  | 3:07   |

## Obsazení
- Angus MacLise – bicí, perkuse, cimbál, tamburína, elektronické efekty, čtení poezie, nahrávání
- John Cale – viola, kytara, klávesy
- Hetty MacLise – varhany
- Piero Heliczer – flétna
- Tony Conrad – housle, kytara, klávesy, varhany, nahrávání
- Beverly Grant Conrad – bicí
- Don Snyder – nahrávání